# La Courtète

La Courtète este o comună în departamentul Aude din sudul Franței. În 1 ianuarie 2022 avea o populație de 48 de locuitori.